# Kansas Cosmosphere and Space Center

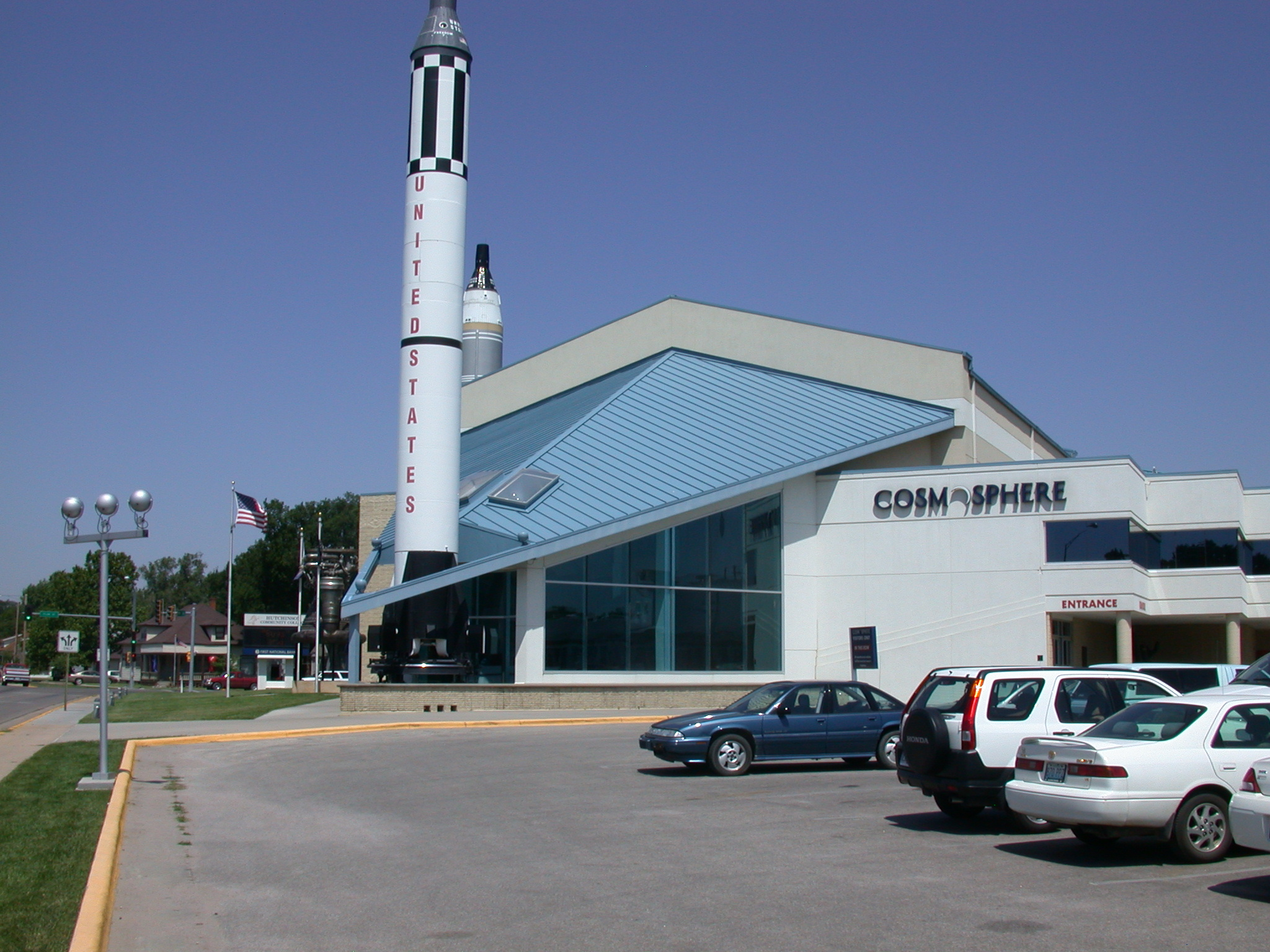
Entrada principal de la Cosmosphere.

El Kansas Cosmosphere and Space Center (al español, Cosmosfera y Centro Espacial de Kansas) es un museo y centro educacional situado en Hutchinson, Kansas (Estados Unidos). Es famoso por la exposición y restauración de naves espaciales y por sus campamentos educacionales.

## Información general
Fue fundado por Patricia Carey como el Hutchinson Planetarium. La Cosmosphere comenzó en 1962 como un planetarium en los terrenos de la Kansas State Fair (Feria del Estado del Kansas). En 1966, el Planetarium Hutchinson se trasladó al campus del Hutchinson Community College, concretamente al edificio de ciencias y artes de reciente construcción por aquel entonces. El planetario pudo seguir desarrollándose gracias al aumento del espacio disponible. 
En 1976, animados por la popularidad del planetario, Carey y los miembros del consejo directivo comenzaron una época de expansión, haciéndose a la vez con los servicios de Max Ary, hasta entonces director del Fort Worth Science Museum, ofreciéndole la dirección de la institución. A Ary se le pidió no solo que trajera su experiencia, sino también su importante colección personal de objetos espaciales.
Relanzado como el Kansas Cosmosphere and Discovery Center en 1980, las nuevas instalaciones contaban con galerías permanentes en el hall del Museo Espacial, el cuarto teatro Omnimax Dome del mundo y el planetario con el que comenzara todo. Con los años se fueron añadiendo nuevas exposiciones a la cosmosphere. En 1988 la Cosmosphere apareció en los titulares de los periódicos nacionales por haber invitado a dos cosmonautas soviéticos a visitar sus instalaciones. Los cosmonautas presentaron la cosmosphere con el traje espacial de Svetlana Savitskaya, la segunda mujer en el espacio y la primera en realizar un paseo espacial. Ary y los cosmonautas establecieron una relación de amistad que sirvió posteriormente, para asegurar la mayor colección de artefactos espaciales fuera de Moscú, tras el colapso de la Unión Soviética.
En 1997, las instalaciones se expandieron de nuevo para llegar a los 10 000 m², triplicando el tamaño del hall del museo especial donde se exhibe la segunda mayor exposición de artefactos espaciales de los Estados Unidos (tras el National Air and Space Museum), y una amplia colección de artefactos espaciales soviéticos. La Cosmosfera también fue la primera institución en afiliarse al Instituto Smithsoniano.

## Campamentos
Una de las actividades por las que la cosmosphere se ha hecho popular es por sus campamentos, incluyendo Future Astronaut Training Program (FATP) (al español Programa de Entrenamiento de Futuros Astronautas). El FATP es un campamento de 5 días para estudiantes preuniversitarios, un programa de Elderhostel, y varios eventos de un día o para estudiantes de primaria. Los adultos pueden participar en el programa de Experiencias de los Astronautas.

## Museo
El museo es el único del mundo que cuenta con una bomba voladora V-1 auténtica (restaurada) y un cohete V-2, igualmente restaurado, y es el único museo fuera de Rusia que dispone de una cápsula Vostok auténtica. También cabe destacar piezas como el Emmy concedido a la misión Apolo 8 y una cantidad importante de trajes espaciales, algunos de los cuales han sido usados en el espacio.
En la colección de la cosmosfera casi todos los vehículos, cohetes, naves espaciales y trajes espaciales que se exponen son reales o bien reemplazos de reales, que hubieran sido usados en lugar del auténtico si hubiera surgido algún problema de última hora.

## Objetos en exhibición
- El auténtico Liberty Bell 7 del Programa Mercury, recuperado del fondo del Océano Atlántico.
- La cápsula espacial auténtica del Gemini 10.
- El módulo de comando Odyssey del Apolo 13.
- Una réplica del cohete Titan II como los usados en el programa Gemini.
- Una cápsula espacial rusa Vostok.
- Un motor auténtico del avión Bell X-1 de Chuck Yeager, usado en la película "Elegidos para la gloria".
- Un motor del cohete X-15.
- Un SR-71 Blackbird de la USAF.
- Una versión de reserva del Vanguard 1.
- Rocas lunares del programa Apolo.
- Una réplica del cohete Mercury-Redstone.
- Versiones restauradas de los cohetes V-1 y V-2 de la Segunda Guerra Mundial.
- Prototipos y trajes espaciales usados tanto por rusos como por norteamericanos.
- El mayor meteorito encontrado en los Estados Unidos.
- Una réplica de tamaño real del transbordador espacial Endeavour (solo la parte izquierda de la aeronave).
- Una sección del Muro de Berlín.
- Una réplica del Rover lunar.
- Una réplica del módulo lunar.
- Réplicas de las dos aeronaves del Proyecto de pruebas Apolo-Soyuz.

## Objetos robados
En noviembre de 2003 la Kansas Cosmosphere emitió un comunicado de prensa indicando que tras hacer inventario se descubrió que faltaban muchos objetos del museo. Un año después, Max Ary, el antiguo director de la Cosmophere fue acusado de robar los objetos y venderlos para su beneficio personal. Entre los objetos robados había pantallas, cubiertas para botas, tornillos, un panel de control del Air Force One y una cinta del aterrizaje del Apolo 15 que Ary vendiera por  2200 dólares. Max Ary fue encontrado culpable de 12 cargos y el 15 de mayo de 2006 fue sentenciado a pasar tres años en prisión y a pagar una multa de 132.000 dólares como indemnización.